# 米耶莱
米耶莱，《缅甸新志》译为米拉德，缅甸掸邦的一个历史地区。该地区最初包括一些较小的邦，为缅甸平原和更东边的撣族諸邦提供缓冲。
历史上，米耶莱地区各邦的具体构成一直在变化，取决于当地权力政治的变化以及缅甸王室的批准。有时，各邦会合并，有时又会分裂。尽管旧有的政治和行政区别已不再适用，“米耶莱”一词至今仍普遍使用。

## 词源
“米耶莱”在缅甸语中可以解释为“无人居住的土地”，但这片土地上已经有相当长的一段时间有人居住。根据拼写的不同，这个名字也可以解释为“中间的土地”，暗示着一个缓冲区，或者“美丽的土地”。整个米耶莱中部以及北部和南部的大部分地区都是连绵起伏的草地，没有丛林。该地区的农业产量很高，种植的作物包括土豆、玉米、小麦、卷心菜、花椰菜、橙子、咖啡以及大米。由于土壤中氧化铁含量高，观光者一眼就能注意到乡村的红土地。